# Ожина кримська
Ожина кримська (Rubus crimaeus) — вид квіткових рослин із родини трояндових (Rosaceae).
Описаний Сергієм Васильовичем Юзепчуком.

## Біоморфологічна характеристика
Це кущ 1–3 метри заввишки. Річні пагони 4–9 мм в діаметрі, шипи розміщені по ребрах і гранях, міцні, прямі, зближені. Листки зверху вкриті лише простими волосками, з густо запушеними жилками. Суцвіття витягнуте, вісь і гілочки його густо відстовбурчено-волосисті, з досить слабкими шипиками. Період цвітіння: липень.

## Середовище проживання
Ендемік Криму, Україна. 
В Україні у соснових лісах на узліссях — на південному узбережжі Криму, зрідка (в районі Ай-Петрі — Учан-су).